# روبرت جنسن
روبرت جنسن (بالإنجليزية: Robert Jensen)‏ هو صحفي أمريكي، ولد في 14 يوليو 1958. وبروفسور صحافة في جامعة تكساس في أوستن. بين الأعوام 1992 و2018، علّم مساقات قانون الإعلام، الأخلاق والسياسة في المستوى الجامعي لطلبة البكالويوس والدراسات العليا. ركّز الكثير من أعماله على نقد صناعة الإباحة والذكورة، ما ظهّره في كتابه المنشور عام 2017 The End of Patriarchy: Radical Feminism for Men. كما أنه عضو في هيئة تحرير المنشورة الأكاديمية Sexualization, Media, and Society. كتب جنسن ايضا في أعقاب هجمات 11 سبتمبر مباشرة مقالا حظي بتغطية قال فيه أن الهجمات لا يمكن الدفاع عنها، إلا أنها ليست أقل خسّة من أفعال الإرهاب الهائلة - القتل المقصود للمدنيين لأغراض سياسية - التي اقترفته حكومة الولايات المتحدة الأمريكية خلال حياته.